# Colline 203

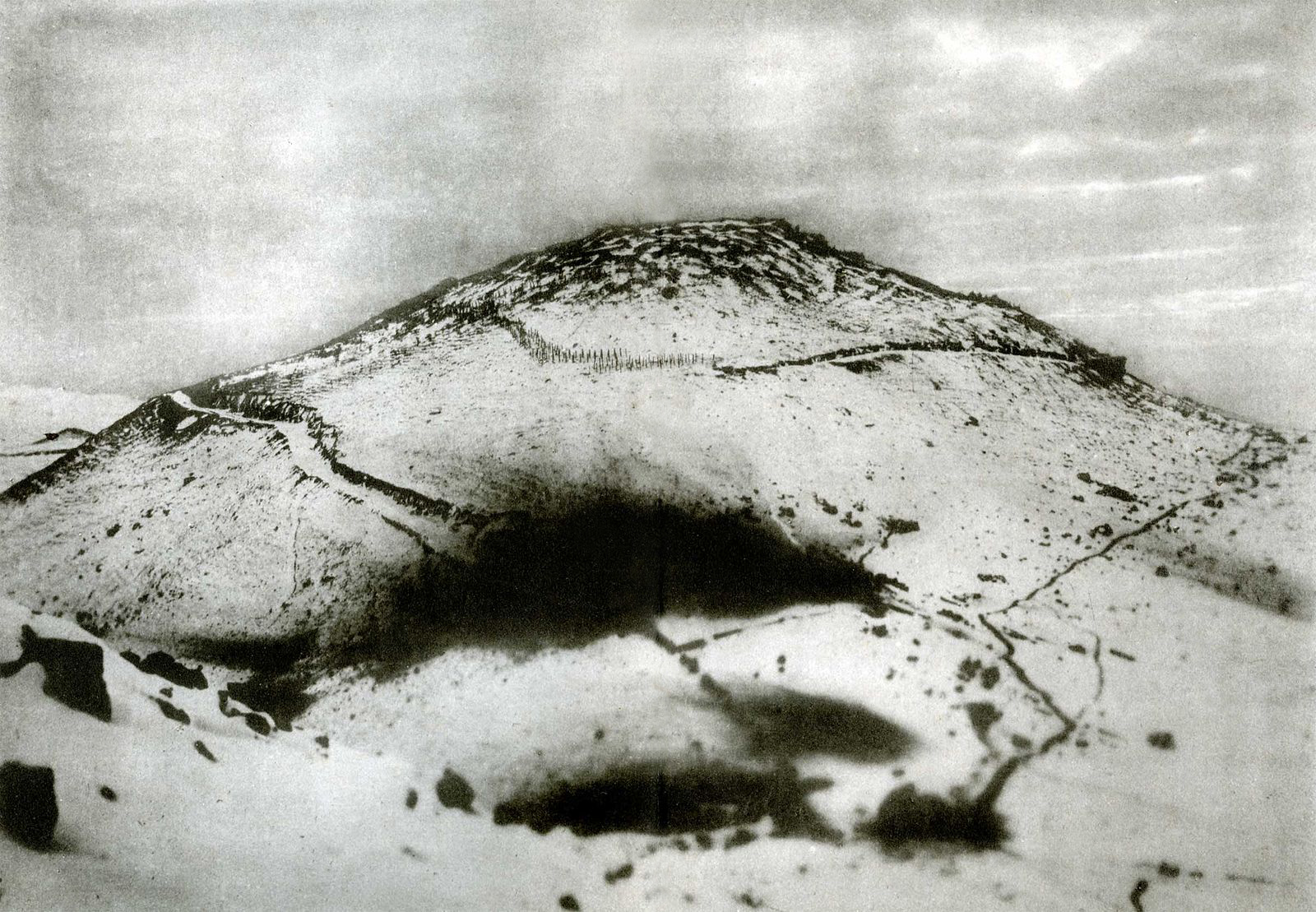
La Colline 203, le 14 décembre 1904.

La colline 203 (en chinois : 二零三高地 ou 二〇三高地 et en japonais : 二〇三高地) est une colline située dans le district de Lüshunkou, à Dalian, dans la province du Liaoning, en Chine. Son nom vient de son altitude : 203 mètres.
En 1904-1905, une des batailles les plus féroces de la guerre russo-japonaise s'y est déroulée entre les armées japonaise et russe, lors du siège de Port-Arthur. Les pertes japonaises s'y montèrent parfois à 90 % ; beaucoup d'observateurs notèrent la forme nouvelle des combats qui s'y sont déroulés, anticipation de la violence de la Première Guerre mondiale.

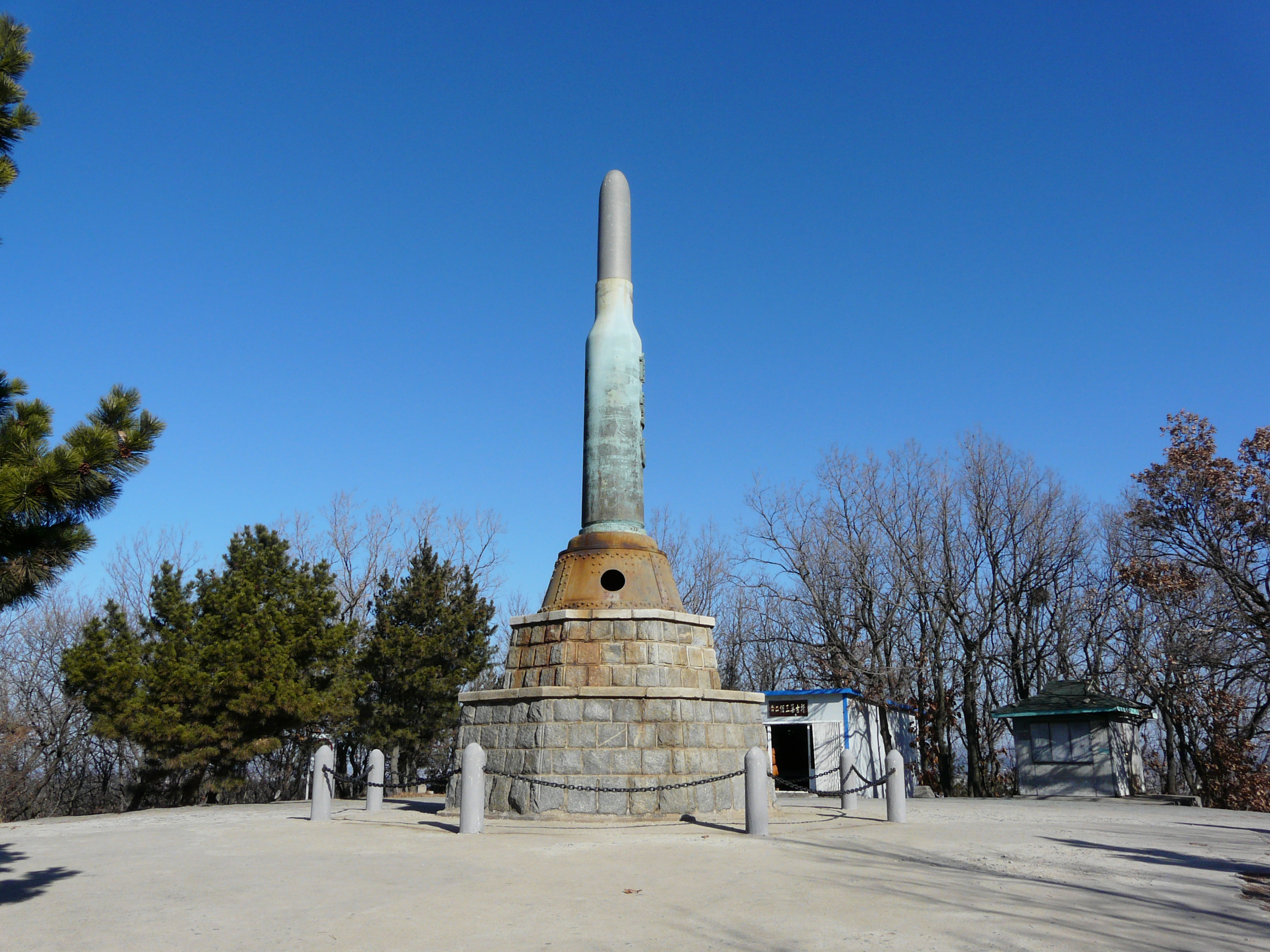
Monument au sommet de la Colline 203.

Après la bataille, le général japonais Maresuke Nogi a utilisé la prononciation chinoise de deux-zéro (二零, èrlíng) pour l'appeler « La Montagne où gît ton âme » (en chinois 尔灵山 / 爾靈山, ěrlíng shān, « montagne de ton âme ») dans un poème kanshi célèbre, qui fait sans doute allusion à la mort de son fils lors de ces opérations.
| 爾靈山                                                      | La montagne de ton âme |
| ----------------------------------------------------------- | --- |
| 爾靈山嶮豈難攀 男子功名期克艱 鐵血覆山山形改 萬人齊仰爾靈山 | Pouvons-nous dire que c'était facile de grimper la montagne de ton âme ? N’était-ce pas difficile parce que les hommes étaient en quête de leur honneur ? La montagne a changé de forme, elle est couverte de fer et de sang. Une foule innombrable admire unanimement, la Montagne de ton âme. |

Toshio Masuda a consacré un film à cette bataille: 203 kōchi (Colline 203).